# Oldenlandia chrysotricha
Oldenlandia chrysotricha är en måreväxtart som först beskrevs av Ivan Vladimirovitj Palibin, och fick sitt nu gällande namn av Woon Young Chun. Oldenlandia chrysotricha ingår i släktet Oldenlandia och familjen måreväxter. Inga underarter finns listade i Catalogue of Life.